# Manni Schmidt
Manfred Schmidt (Andernach, Njemačka, 27. studenoga 1964.) njemački je heavy metal-gitarist. Najpoznatiji je kao član sastava Rage i Grave Digger.

## Životopis
Glazbenu karijeru počeo je u sastavu Factor 6. Godine 1987. pridružio se sastavu Rage, koji je napustio 1994.
Kad je Uwe Lulis napustio Grave Digger, Schmidt se pridružio toj skupini, a u njoj je svirao sve do listopada 2009. Godine 2014. Schmidt je s Peterom Wagnerom i Chrisom Efthimiadisom iz sastava Rage osnovao sastav Refuge. Prvi album sastava Solitary Men objavljen je 2018.

## Diskografija
Rage
- Perfect Man (1988.)
- Secrets in a Weird World (1989.)
- Reflections of a Shadow (1990.)
- Trapped! (1992.)
- The Missing Link (1993.)

Grave Digger
- The Grave Digger (2001.)
- Rheingold (2003.)
- The Last Supper (2005.)
- Liberty or Death (2007.)
- Ballads of a Hangman (2009.)

Refuge
- Solitary Men (2018.)